# Lebução
Lebução is een plaats (freguesia) in de Portugese gemeente Valpaços en telt 600 inwoners (2001).